# Mont-Tonnerre
Mont-Tonnerre [mɔ̃.tɔ.nɛʁ] fue un departamento de la Primera República Francesa (1797-1804) y más tarde del Primer Imperio Francés en la actual Alemania. Fue nombrado por el punto más alto del Palatinado, el monte Donnersberg. Era el más meridional de los cuatro departamentos formados en 1798 cuando Francia anexó la orilla occidental del Rin. Antes de la ocupación francesa, su territorio estaba dividido entre el Arzobispado de Maguncia, el Obispado de Espira, el Obispado de Worms, Nassau-Weilburg, Hesse-Darmstadt, el Electorado del Palatinado y las ciudades imperiales de Worms y Speyer. Su territorio es ahora parte de los estados alemanes de Renania-Palatinado y Sarre. Su capital era Maguncia (Alemán: Mainz, Francés: Mayence); y limitaba con los departamentos de Mosela y Bajo Rin , Sarre al oeste y Mosela-Rin al sur. En 1812 su población era de 342,316 habitantes.
El departamento estaba dividido en cuatro distritos, que a su vez se subdividían en Cantones. Estos distritos eran los de Maguncia, Kaiserslautern (Kayserslautern en francés), Speyer (Spire) y Zweibrücken (Deux-Ponts).
Después de la derrota de Napoleón en 1814, el territorio del departamento se dividió entre el Reino de Baviera  y el Gran Ducado de Hesse.
- Datos: Q568751
- Multimedia: Mont-Tonnerre / Q568751